# Euphiletos-Maler

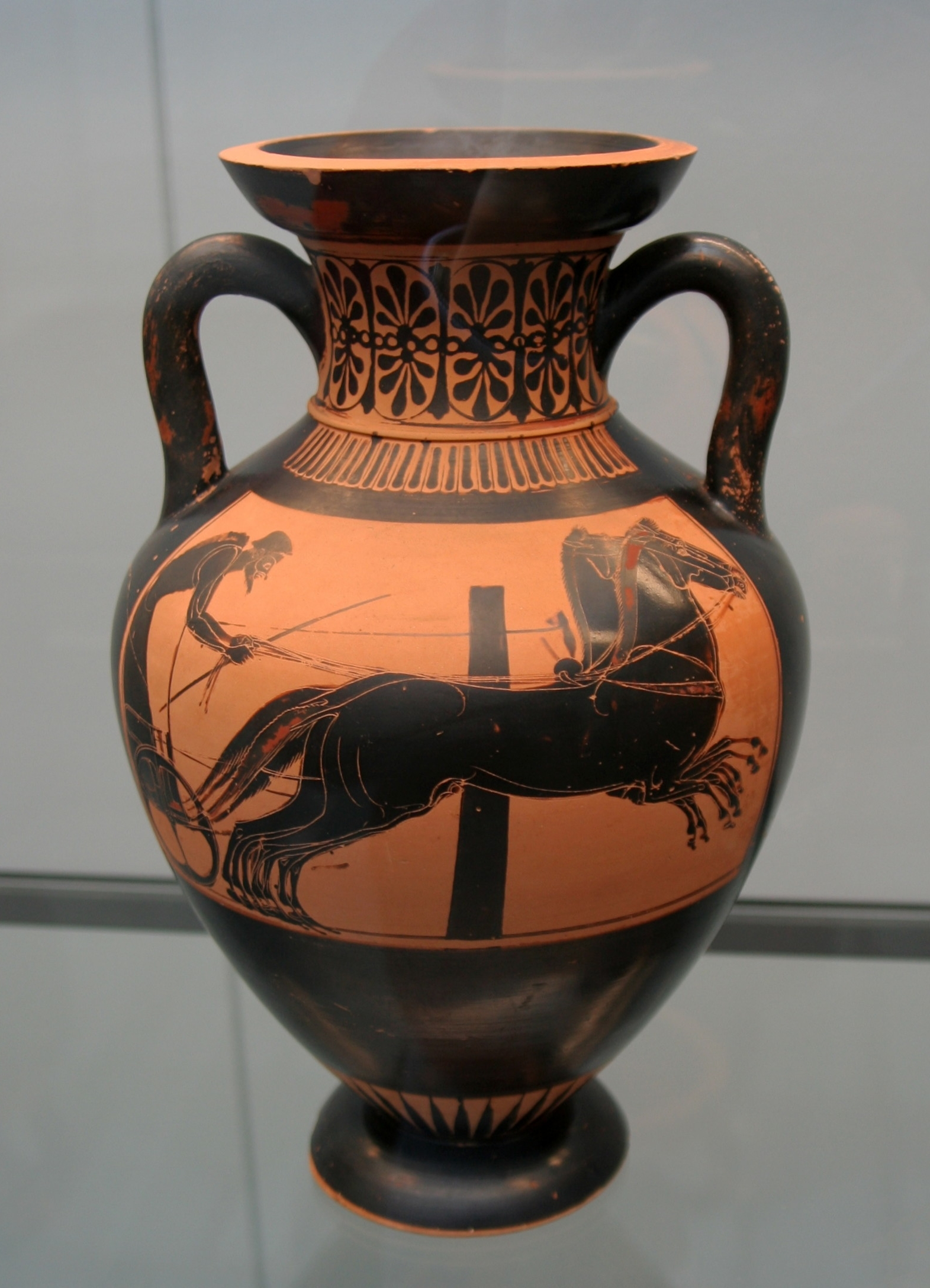
Wagenrennen auf einer Pseudo-Panathenäischen Preisamphora, um 500 v. Chr., Staatliche Antikensammlungen

Der Euphiletos-Maler war ein attisch-schwarzfiguriger Vasenmaler.

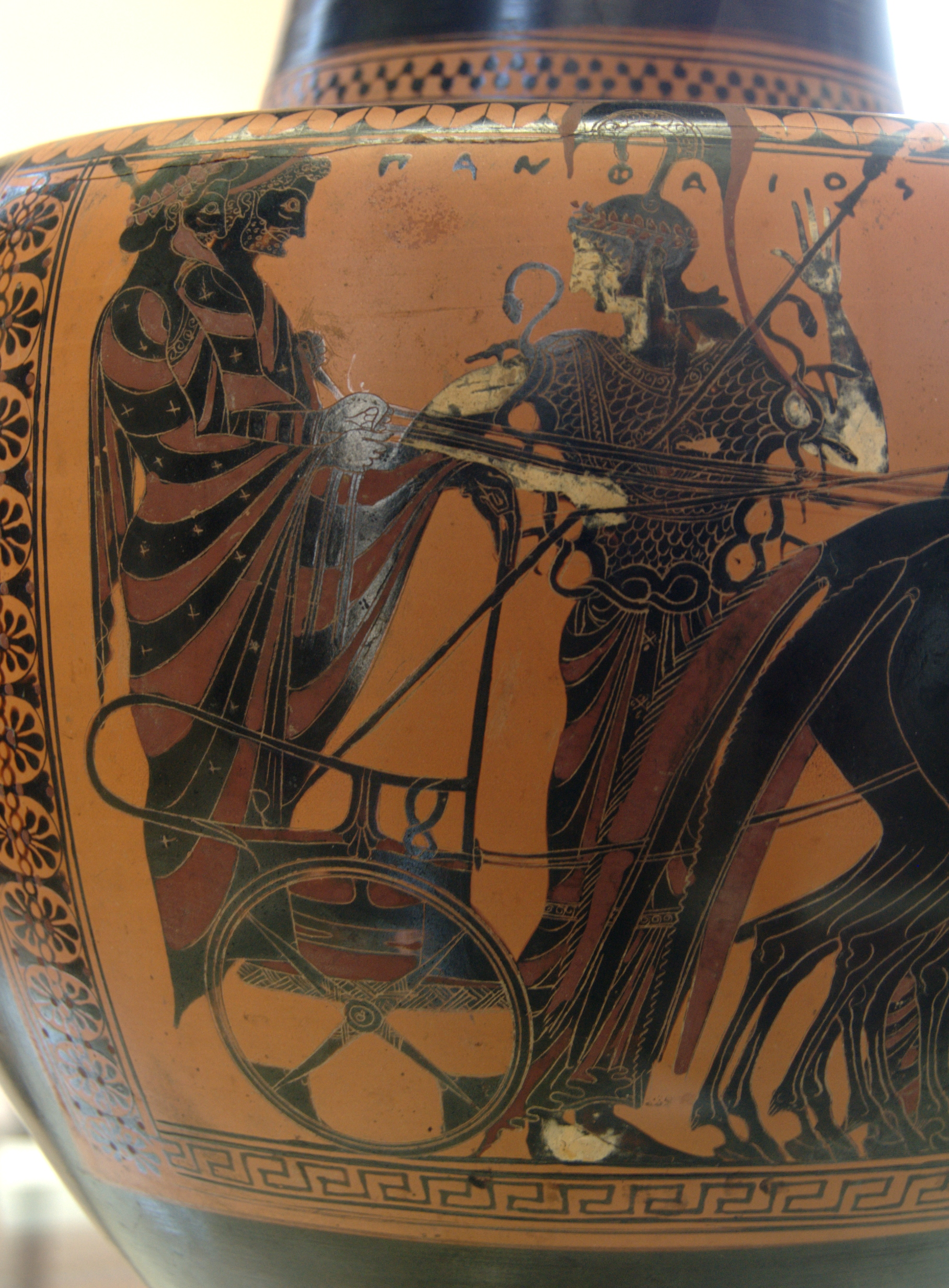
Herakles, Iolaos und Athene auf einer Hydria, um 540 v. Chr., Cabinet des médailles

Der Euphiletos-Maler gehört zu den qualitativ besseren Vasenmalern des schwarzfigurigen Stils in Attika. Besonders bekannt ist er für seine Panathenäischen Preisamphoren. Hier ist in seinen Werken eine chronologische Entwicklung zu erkennen, die nicht zuletzt einen Einfluss der zu dieser Zeit entstandenen rotfigurigen Vasenmalerei zu verdanken ist. Zeigen die frühen Athletenbilder auf diesen Vasen noch Läufer in unglaubwürdigen Bewegungsabläufen, nimmt die Qualität der Arbeiten im Laufe der Zeit beträchtlich zu. Besonders die immer bessere Beherrschung von Binnenzeichnungen ist dafür maßgeblich verantwortlich. Neben den Darstellungen von Menschen ist das vor allem bei den Schildzeichen erkennbar. Die Arbeiten abseits der Preisamphoren sind weniger qualitätvoll und zeigen häufig die zu dieser Zeit besonders beliebten Bilder von Wagenrennen. Die vom Euphiletos-Maler verzierten nicht panathenäischen Vasen werden zum Großteil in die Zeit um das Jahr 520 v. Chr. datiert, weitere Arbeiten bis zu 20 Jahre davor und danach. Er arbeitete mit dem Töpfer Pamphaios zusammen.